# Savigny (Mancha)
Savigny é uma comuna francesa na região administrativa da Normandia, no departamento Mancha. Estende-se por uma área de 10,09 km². Em 2010 a comuna tinha 456 habitantes (densidade: 45,2 hab./km²).